# Folia Praehistorica Posnaniensia
Folia Praehistorica Posnaniensia – czasopismo wydawane przez Instytut Prahistorii UAM w Poznaniu. Redaktorem periodyku jest prof. dr hab. Jerzy Fogel. Czasopismo ukazuje się od 1984 roku w cyklu rocznym. Dystrybuuje się je do około 150 instytucji naukowych na terenie całej Europy, Stanów Zjednoczonych oraz Kanady.

## Zawartość
- Prace analityczne, syntezujące, teoretyczne oraz interdyscyplinarne z zakresu archeologii pradziejowej i średniowiecznej,
- ochrona dziedzictwa archeologicznego[1].